# Ustetschko (Kremenez)
Ustetschko (ukrainisch und russisch Устечко; polnisch Uścieczko) ist ein Dorf im Norden der ukrainischen Oblast Ternopil mit etwa 600 Einwohnern (2001).

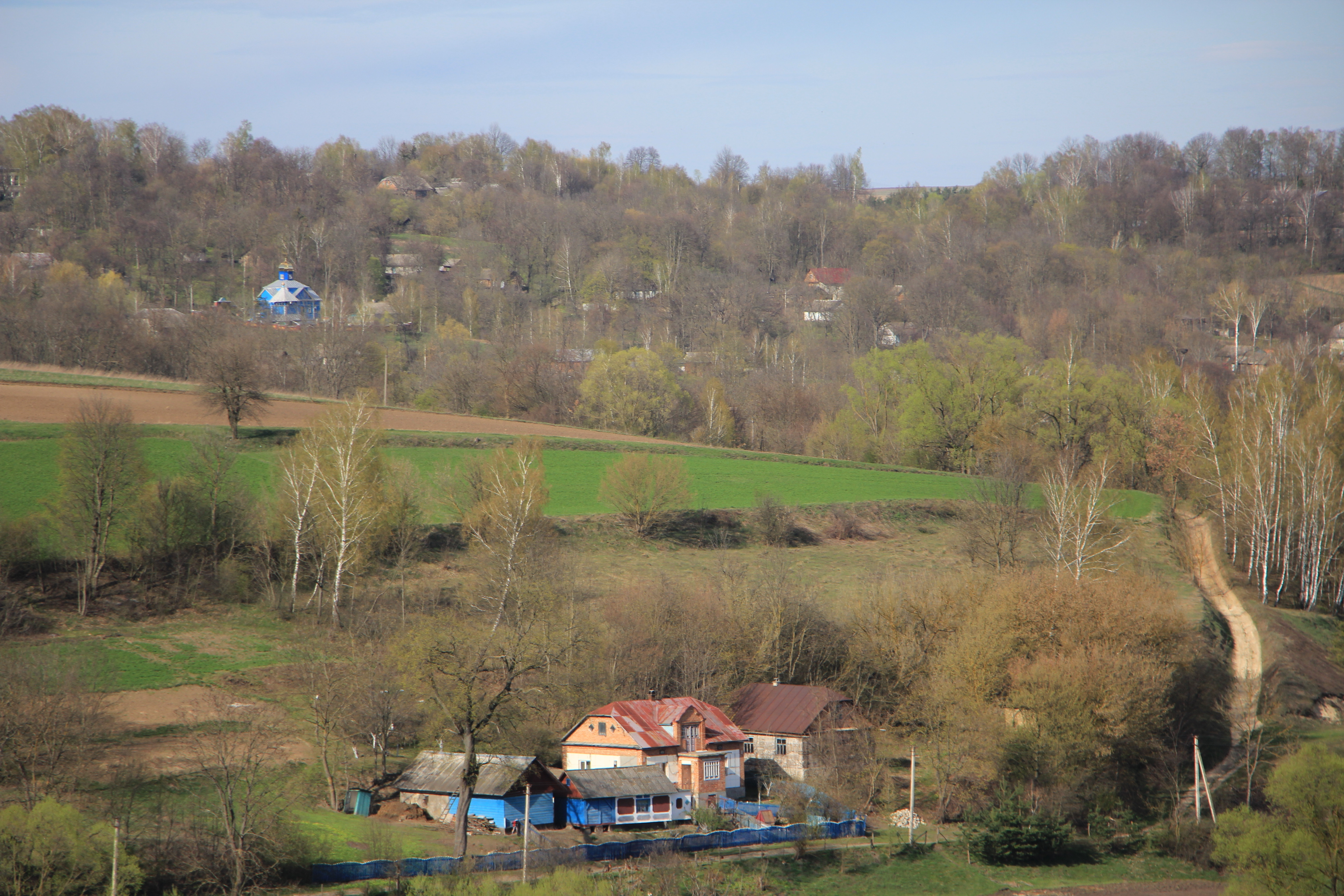
Blick auf das Dorf

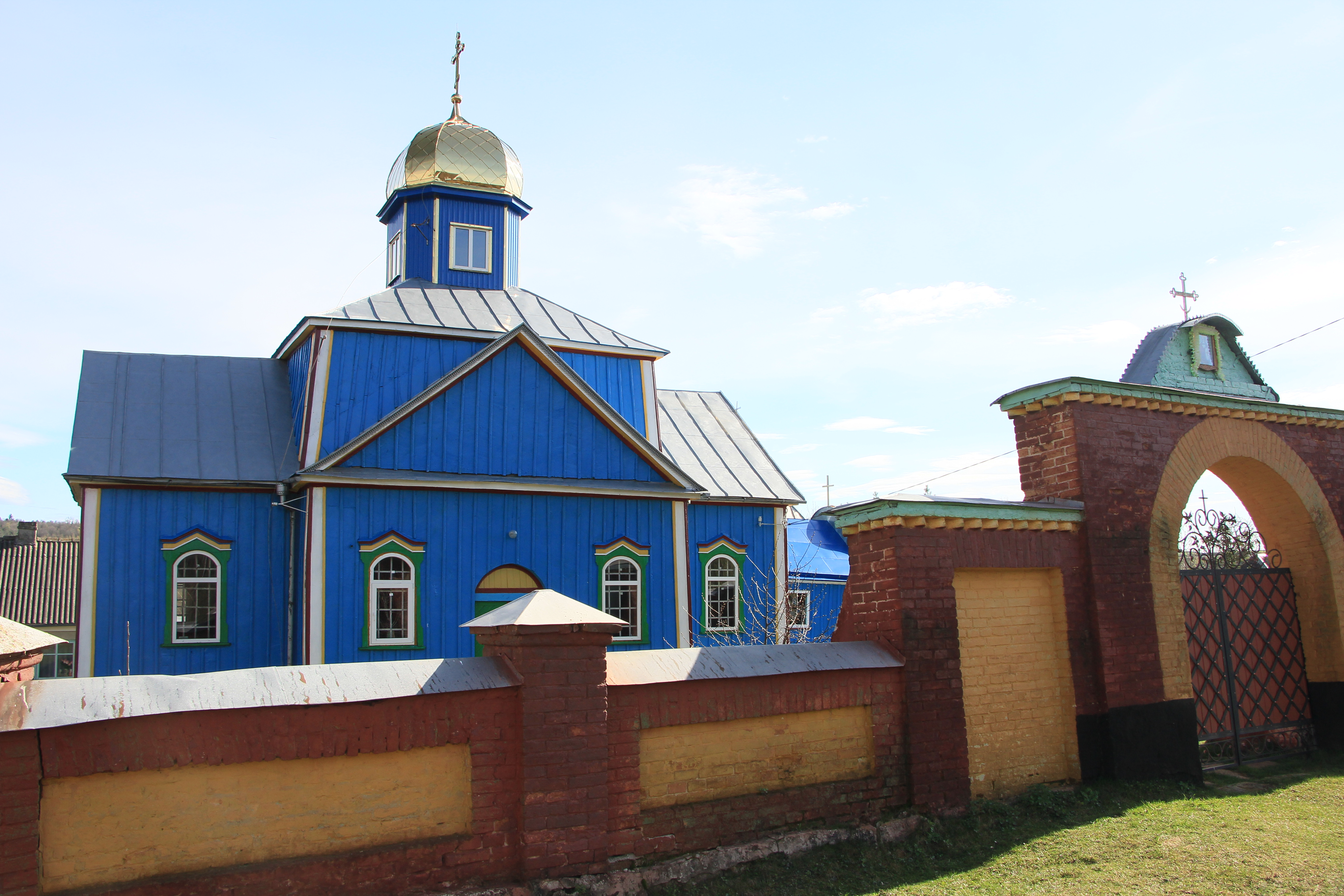
Die St.-Michael-Kirche in Ustetschko

Ustetschko liegt am linken Ufer der Horyn etwa 38 km südlich vom Rajonzentrum Kremenez und 42 km nördlich vom Oblastzentrum Ternopil.
In dem erstmals 1630 schriftlich erwähnten Dorf wurde während des Chmelnyzkyj-Aufstandes im August 1649 eine Abteilungen Kosaken unter der Führung von Iwan Bohun stationiert.
Im Dorf befindet sich die Holzkirche St.-Michael aus dem Jahr 1862 und ein südlich von dieser gelegene Glockenturm von 1744.
Am 12. Juni 2020 wurde das Dorf ein Teil der Siedlungsgemeinde Wyschniwez im Rajon Kremenez; bis dahin bildete es zusammen mit dem Dorf Otscheretne (Очеретне) die Landratsgemeinde Ustetschko (Устечківська сільська рада/Ustetschkiwska silska rada) im Südwesten des Rajons Kremenez.